# Généalogie des Antigonides
Les Antigonides sont une dynastie hellénistique fondée par Antigone le Borgne, roi d'Asie de 306 av. J.-C. à 301, qui règne sur la Macédoine avec Démétrios Ier Poliorcète de 294 à 288, puis à partir d'Antigone II Gonatas de 277 à 168.

## Arbre généalogique partiel des Antigonides
|        |        |        |        | Antigone le Borgne | Antigone le Borgne | Antigone le Borgne | Antigone le Borgne | Antigone le Borgne   | Antigone le Borgne   |                      |                      | Stratonice           | Stratonice           | Stratonice          | Stratonice          | Stratonice          | Stratonice          |           |           |                 |                 |                 |                 |                    |                    |                    |                    |                     |                     |                     |                     |                     |                     |             |             |
|        |        |        |        | Antigone le Borgne | Antigone le Borgne | Antigone le Borgne | Antigone le Borgne | Antigone le Borgne   | Antigone le Borgne   |                      |                      | Stratonice           | Stratonice           | Stratonice          | Stratonice          | Stratonice          | Stratonice          |           |           |                 |                 |                 |                 |                    |                    |                    |                    |                     |                     |                     |                     |                     |                     |             |             |
|        |        |        |        |                    |                    |                    |                    |                      |                      |                      |                      |                      |                      |                     |                     |                     |                     |           |           |                 |                 |                 |                 |                    |                    |                    |                    |                     |                     |                     |                     |                     |                     |             |             |
| Phila  | Phila  | Phila  | Phila  | Phila              | Phila              |                    |                    | Démétrios Poliorcète | Démétrios Poliorcète | Démétrios Poliorcète | Démétrios Poliorcète | Démétrios Poliorcète | Démétrios Poliorcète |                     |                     | Ptolémaïs           | Ptolémaïs           | Ptolémaïs | Ptolémaïs | Ptolémaïs       | Ptolémaïs       |                 |                 |                    |                    |                    |                    |                     |                     |                     |                     |                     |                     |             |             |
| Phila  | Phila  | Phila  | Phila  | Phila              | Phila              |                    |                    | Démétrios Poliorcète | Démétrios Poliorcète | Démétrios Poliorcète | Démétrios Poliorcète | Démétrios Poliorcète | Démétrios Poliorcète |                     |                     | Ptolémaïs           | Ptolémaïs           | Ptolémaïs | Ptolémaïs | Ptolémaïs       | Ptolémaïs       |                 |                 |                    |                    |                    |                    |                     |                     |                     |                     |                     |                     |             |             |
|        |        |        |        |                    |                    |                    |                    |                      |                      |                      |                      |                      |                      |                     |                     |                     |                     |           |           |                 |                 |                 |                 |                    |                    |                    |                    |                     |                     |                     |                     |                     |                     |             |             |
|        |        |        |        | Phila II           | Phila II           | Phila II           | Phila II           | Phila II             | Phila II             |                      |                      | Antigone II Gonatas  | Antigone II Gonatas  | Antigone II Gonatas | Antigone II Gonatas | Antigone II Gonatas | Antigone II Gonatas |           |           | Démétrios Kalos | Démétrios Kalos | Démétrios Kalos | Démétrios Kalos | Démétrios Kalos    | Démétrios Kalos    |                    |                    | Olympias de Larissa | Olympias de Larissa | Olympias de Larissa | Olympias de Larissa | Olympias de Larissa | Olympias de Larissa |             |             |
|        |        |        |        | Phila II           | Phila II           | Phila II           | Phila II           | Phila II             | Phila II             |                      |                      | Antigone II Gonatas  | Antigone II Gonatas  | Antigone II Gonatas | Antigone II Gonatas | Antigone II Gonatas | Antigone II Gonatas |           |           | Démétrios Kalos | Démétrios Kalos | Démétrios Kalos | Démétrios Kalos | Démétrios Kalos    | Démétrios Kalos    |                    |                    | Olympias de Larissa | Olympias de Larissa | Olympias de Larissa | Olympias de Larissa | Olympias de Larissa | Olympias de Larissa |             |             |
|        |        |        |        |                    |                    |                    |                    |                      |                      |                      |                      |                      |                      |                     |                     |                     |                     |           |           |                 |                 |                 |                 |                    |                    |                    |                    |                     |                     |                     |                     |                     |                     |             |             |
| Phthia | Phthia | Phthia | Phthia | Phthia             | Phthia             |                    |                    | Démétrios II         | Démétrios II         | Démétrios II         | Démétrios II         | Démétrios II         | Démétrios II         |                     |                     | Chryséis            | Chryséis            | Chryséis  | Chryséis  | Chryséis        | Chryséis        |                 |                 | Antigone III Doson | Antigone III Doson | Antigone III Doson | Antigone III Doson | Antigone III Doson  | Antigone III Doson  |                     |                     |                     |                     |             |             |
| Phthia | Phthia | Phthia | Phthia | Phthia             | Phthia             |                    |                    | Démétrios II         | Démétrios II         | Démétrios II         | Démétrios II         | Démétrios II         | Démétrios II         |                     |                     | Chryséis            | Chryséis            | Chryséis  | Chryséis  | Chryséis        | Chryséis        |                 |                 | Antigone III Doson | Antigone III Doson | Antigone III Doson | Antigone III Doson | Antigone III Doson  | Antigone III Doson  |                     |                     |                     |                     |             |             |
|        |        |        |        |                    |                    |                    |                    |                      |                      |                      |                      |                      |                      |                     |                     |                     |                     |           |           |                 |                 |                 |                 |                    |                    |                    |                    |                     |                     |                     |                     |                     |                     |             |             |
|        |        |        |        |                    |                    |                    |                    |                      |                      |                      |                      | Philippe V           | Philippe V           | Philippe V          | Philippe V          | Philippe V          | Philippe V          |           |           |                 |                 |                 |                 |                    |                    |                    |                    |                     |                     | Polycrateia         | Polycrateia         | Polycrateia         | Polycrateia         | Polycrateia | Polycrateia |
|        |        |        |        |                    |                    |                    |                    |                      |                      |                      |                      | Philippe V           | Philippe V           | Philippe V          | Philippe V          | Philippe V          | Philippe V          |           |           |                 |                 |                 |                 |                    |                    |                    |                    |                     |                     | Polycrateia         | Polycrateia         | Polycrateia         | Polycrateia         | Polycrateia | Polycrateia |
|        |        |        |        |                    |                    |                    |                    |                      |                      |                      |                      |                      |                      |                     |                     |                     |                     |           |           |                 |                 |                 |                 |                    |                    |                    |                    |                     |                     |                     |                     |                     |                     |             |             |
|        |        |        |        |                    |                    |                    |                    |                      |                      |                      |                      |                      |                      |                     |                     |                     |                     |           |           |                 |                 |                 |                 |                    |                    |                    |                    |                     |                     |                     |                     |                     |                     |             |             |
|        |        |        |        | Démétrios          | Démétrios          | Démétrios          | Démétrios          | Démétrios            | Démétrios            |                      |                      | Philippe             | Philippe             | Philippe            | Philippe            | Philippe            | Philippe            |           |           | Apama IV        | Apama IV        | Apama IV        | Apama IV        | Apama IV           | Apama IV           |                    |                    | Persée              | Persée              | Persée              | Persée              | Persée              | Persée              |             |             |

## Autres membres de la dynastie des Antigonides
La liste présentée ci-dessous récapitule les princes et princesses antigonides ainsi que les personnalités issus d'autres dynasties dont le pouvoir ou l'ascendance sont liés à un membre de la dynastie antigonide.
- Stratonice : fille de Corréus, épouse d'Antigone le Borgne, mère de Démétrios Ier Poliorcète et de Philippe.
- Philippe : fils cadet d'Antigone le Borgne et de Stratonice, frère de Démétrios Poliorcète.
- Phila Ire († 288 av. J.-C.) : fille d'Antipater, mariée en premières noces à Cratère, première épouse (321) de Démétrios Ier Poliorcète, mère de Cratère, d'Antigone II Gonatas et de Stratonice Ire. Reine consort d'Asie de 306 à 301 puis reine consort de Macédoine de 294 à 288.
- Télesphore : neveu d'Antigone le Borgne.
- Polémée († 209) : neveu d'Antigone le Borgne
- Stratonice Ire (318-268 av. J.-C.) : fille de Démétrios Ier Poliorcète et de Phila Ire, mariée en premières noces (300) à Séleucos Ier Nicator puis en secondes noces (294) à son fils Antiochos Ier , mère de Phila II, de Séleucos, d'Antiochos II Théos, de Stratonice II et d'Apama II. Reine consort du royaume séleucide de 300 à 294 puis de 281 à 268
- Démétrios le Grêle : fils de Démétrios Ier Poliorcète et de sa deuxième épouse, une Illyrienne de nom inconnu.
- Deidameia : fille d'Éacide et de Phthia, troisième épouse de Démétrios Ier Poliorcète, mère d'Alexandre.
- Alexandre : fils de Démétrios Ier Poliorcète  et de Deidameia.
- Eurydice : Athénienne de naissance, mariée en premières noces à Ophellas, gouverneur de Cyrène, quatrième épouse de Démétrios Ier Poliorcète, mère de Corrhabos.
- Corrhabos : fils de Démétrios Ier Poliorcète et d'Eurydice.
- Ptolémaïs : fille de Ptolémée Ier Sôter et d'Eurydice, fiancée (300) puis cinquième épouse (287) de Démétrios Ier Poliorcète, mère de Démétrios Kalos.
- Démétrios Kalos (« le Beau ») : fils de Démétrios Ier Poliorcète  et de Ptolémaïs, roi de Cyrène (250-249), marié en premières noces à Olympias de Larissa et en secondes noces à Bérénice II, père d'Antigone III Dôson.
- Lanassa : fille d'Agathocle de Syracuse, sixième épouse (290) de Démétrios Ier Poliorcète.
- Phila II : fille de Séleucos Ier et de Stratonice Ire, épouse (276 av. J.-C.) de son cousin Antigone II Gonatas, mère de Démétrios II de Macédoine. Reine consort de Macédoine de 276 à 272 jusqu'à sa mort.
- Nikaia II : mariée en premières noces à Alexandre, gouverneur de Corinthe, première épouse de Démétrios II de Macédoine.
- Stratonice II : fille d'Antiochos Ier et de Stratonice Ire, deuxième épouse de Démétrios II de Macédoine, mère d'Apama III. Répudiée en 239
- Apama III : fille de Démétrios II de Macédoine et de Stratonice II.
- Phthia : fille du roi Alexandre II d'Épire et d'Olympias II, troisième épouse (239) de Démétrios II de Macédoine puis mariée en secondes noces (229) à Antigone III Dôson, mère de Philippe V de Macédoine. Reine consort de Macédoine de 239 jusqu'à sa mort.
- Chryséis : quatrième épouse de Démétrios II de Macédoine.
- Polycrateia : épouse de Philippe V de Macédoine, mère de Persée de Macédoine, de Démétrios et de Laodicé. Reine consort de Macédoine.
- Démétrios : fils de Philippe V et de Polycrateia.
- Laodicé : fille de Philippe V et de Polycrateia.
- Antigone : neveu d'Antigone III Doson, exécuté par Persée.
- Laodicé V († 175) : fille de Séleucos IV Philopator et de Laodicé IV, mariée en premières noces à Persée, en secondes noces à Ariarathe VI, roi de Cappadoce (130-111), et en troisièmes noces à Nicomède III, roi de Bithynie.
- Philippe : fils de Philippe V, adopté par Persée.
- Alexandre : fils de Persée et de Laodicé V.
- Andriscos : aventurier thrace qui se fait passer pour le fils de Persée, éphémère roi de Macédoine (149-148 av. J.-C.) sous le nom de Philippe VI.

## Généalogie détaillée
```
Antigone le Borgne
 (382 † 301)
x 
Stratonice

│
├─> 
Démétrios 
I
er
 Poliorcète
 (337 † 283)
│   x 1) 
Phila 
I
re
 († 287)
│   x 2) 
Eurydice

│   x 3) 
Deidameia

│   x 4) 
Lanassa

│   x 5) 
Ptolémaïs
, fille de 
Ptolémée 
I
er

│   │
│   ├─1> 
Stratonice 
I
re
 (320 † 254)
│   │    x 1) 
Séleucos 
I
er
, roi séleucide
│   │    x 2) 
Antiochos 
I
er
 († 261), roi séleucide
│   │
│   ├─1> 
Antigone 
II
 Gonatas
 (320 † 239)
│   │    x 
Phila 
II

│   │    │
│   │    └─> 
Démétrios 
II
 (275 † 229)
│   │        x 1) 
Stratonice 
II

│   │        x 2) 
Nikaia 
II

│   │        x 3) 
Phthia

│   │        x 4) 
Chryséis

│   │        │
│   │        ├─1> Apama III
│   │        │    x 
Prusias 
I
er
, roi de Bithynie
│   │        │
│   │        └─4> 
Philippe 
V
 (238 † 179)
│   │             x 
Polycrateia
 d'Argos
│   │             │
│   │             ├─> 
Persée
 (212 † 166)
│   │             │   x 
Laodicé 
V
 († 150)
│   │             │   │
│   │             │   └─> Alexandre
│   │             │
│   │             ├─> 
Apama IV
 (212 † 166)
│   │             │   x 
Prusias 
II
, roi de Bithynie
│   │             │
│   │             ├─> 
Démétrios

│   │             │
│   │             └─> 
Philippe
 dont l'identité est usurpée par 
Andriscos

│   │                 
│   └─5> 
Démétrios Kalos
 (285 † 249), roi de Cyrène
│        x 1) Olympias de Larissa
│        x 2) 
Bérénice 
II
 (267/66 † 221)
│        │
│        └─1> 
Antigone 
III
 Doson
 (263 † 221)
│             x 
Chryséis
, veuve de Démétrios II
│
└─> 
Philippe
 († 306)
```